# Tournoi d'ouverture du championnat du Salvador de football 2006
Navigation
Saison précédente Saison suivante
Le Tournoi Apertura 2006 est le dix-septième tournoi saisonnier disputé au Salvador.
C'est cependant la 64e fois que le titre de champion du Salvador est remis en jeu.
Lors de ce tournoi, le CD Águila a tenté de conserver son titre de champion du Salvador face aux neuf meilleurs clubs salvadoriens.
Chacun des dix clubs participant était confronté deux fois aux neuf autres équipes. Puis les quatre meilleurs se sont affrontés lors d'une phase finale à la fin du tournoi.
Seulement une place était qualificative pour la dernière édition de la Copa Interclubes UNCAF.

## Les 10 clubs participants
| \| CD Águila Alianza FC San Salvador FC CD Chalatenango Club Deportivo FAS Independiente Nacional AD Isidro-Metapan CD Luis Ángel Firpo Once Municipal Alianza FC San Salvador FC CD Vista Hermosa \| Localisation des clubs. |
| CD Águila Alianza FC San Salvador FC CD Chalatenango Club Deportivo FAS Independiente Nacional AD Isidro-Metapan CD Luis Ángel Firpo Once Municipal Alianza FC San Salvador FC CD Vista Hermosa                               |

| Club                   | Stade                        | Capacité          | Ville                |
| CD Águila              | Stade Juan Francisco Barraza | 10 000            | San Miguel           |
| Alianza FC             | Stade Cuscatlán              | 45 925            | San Salvador         |
| CD Chalatenango        | Stade José Gregorio Martínez | 15 000            | Chalatenango         |
| Club Deportivo FAS     | Stade Oscar Quiteño          | 15 000            | Santa Ana            |
| Independiente Nacional | Stade Jiboa                  | Capicité inconnue | San Vicente          |
| AD Isidro-Metapan      | Stade Jorge Calero Suárez    | 8 000             | Metapán              |
| CD Luis Ángel Firpo    | Stade Sergio Torres          | 5 000             | Usulután             |
| Once Municipal         | Stade Simeón Magaña          | 5 000             | Ahuachapán           |
| San Salvador FC        | Stade Cuscatlán              | 45 925            | San Salvador         |
| CD Vista Hermosa       | Stade Correcaminos           | 12 000            | San Francisco Gotera |

## Compétition
Le tournoi Apertura se déroule de la même façon que les tournois des championnats précédents, en deux phases :
- La phase de qualification : les dix-huit journées de championnat.
- La phase finale : les matchs aller-retour allant des demi-finales à la finale.

### Phase de qualification
Lors de la phase de qualification les dix équipes affrontent à deux reprises les neuf autres équipes selon un calendrier tiré aléatoirement.
Les quatre meilleures équipes sont qualifiées pour les demi-finales.
Le classement est établi sur le barème de points classique (victoire à 3 points, match nul à 1, défaite à 0).
Le départage final se fait selon les critères suivants :
- Le nombre de points.
- Match d'appui si une qualification est en jeu.
- La différence de buts générale.
- Le nombre de buts marqué.

#### Classement
| Rang | Équipe                     | Pts | J  | G | N | P  | Bp | Bc | Diff |
| ---- | -------------------------- | --- | -- | - | - | -- | -- | -- | ---- |
| 1    | Club Deportivo FAS         | 31  | 18 | 8 | 7 | 3  | 32 | 24 | +8   |
| 2    | Once Municipal             | 28  | 18 | 7 | 8 | 3  | 17 | 12 | +5   |
| 3    | CD Águila (T)              | 27  | 18 | 8 | 3 | 7  | 35 | 22 | +13  |
| 4    | Alianza FC                 | 26  | 18 | 8 | 2 | 8  | 22 | 22 | 0    |
| 5    | CD Luis Ángel Firpo        | 26  | 18 | 6 | 8 | 4  | 25 | 21 | +4   |
| 6    | San Salvador FC            | 24  | 18 | 7 | 3 | 8  | 23 | 25 | -2   |
| 7    | CD Chalatenango            | 23  | 18 | 6 | 5 | 7  | 17 | 20 | -3   |
| 8    | CD Vista Hermosa           | 22  | 18 | 5 | 7 | 6  | 24 | 26 | -2   |
| 9    | AD Isidro-Metapan          | 22  | 18 | 6 | 4 | 8  | 22 | 26 | -4   |
| 10   | Independiente Nacional (P) | 15  | 18 | 4 | 3 | 11 | 13 | 32 | -19  |

| Légende : Qualifications et relégations | Légende : Qualifications et relégations                  |
| --------------------------------------- | -------------------------------------------------------- |
|                                         | Qualifié pour les demi-finales                           |
|                                         | (T) : Tenant du titre (P) : Promu de la saison 2005-2006 |

#### Matchs
| Résultats (▼dom., ►ext.)                                   | Agu | Ali | Cha | FAS | Ind | Isi | Lui | Onc | San | Vis |
| CD Águila                                                  |     | 1-0 | 2-0 | 3-3 | 8-0 | 4-1 | 3-0 | 1-0 | 2-3 | 5-3 |
| Alianza FC                                                 | 1-0 |     | 2-1 | 3-1 | 2-0 | 0-2 | 1-2 | 0-0 | 3-0 | 0-0 |
| CD Chalatenango                                            | 1-0 | 1-2 |     | 0-1 | 2-0 | 0-0 | 0-0 | 1-1 | 2-1 | 0-1 |
| Club Deportivo FAS                                         | 2-1 | 2-1 | 2-2 |     | 1-2 | 4-2 | 1-1 | 1-1 | 1-1 | 4-1 |
| Independiente Nacional                                     | 0-1 | 1-2 | 2-0 | 0-3 |     | 0-1 | 0-2 | 2-0 | 1-0 | 1-1 |
| AD Isidro-Metapan                                          | 1-0 | 3-1 | 2-3 | 1-2 | 1-0 |     | 1-2 | 0-2 | 3-1 | 2-2 |
| CD Luis Ángel Firpo                                        | 2-2 | 5-2 | 2-0 | 1-1 | 2-2 | 0-0 |     | 3-2 | 1-2 | 2-2 |
| Once Municipal                                             | 2-2 | 1-0 | 0-0 | 0-0 | 1-0 | 1-0 | 1-0 |     | 1-1 | 1-1 |
| San Salvador FC                                            | 2-0 | 2-1 | 1-2 | 0-2 | 1-1 | 3-1 | 1-0 | 0-2 |     | 4-0 |
| CD Vista Hermosa                                           | 1-0 | 0-1 | 1-2 | 4-1 | 4-1 | 1-1 | 0-0 | 0-1 | 2-0 |     |
| - Victoire à domicile - Match nul - Victoire à l'extérieur |     |     |     |     |     |     |     |     |     |     |

### La phase finale
Les quatre équipes qualifiées sont réparties dans le tableau final d'après leur classement général.
En cas d'égalité lors des demi-finales, c'est l'équipe la mieux classée qui se qualifie. Par contre lors de la finale, si les deux équipes sont à égalité, des prolongations puis une séance de tirs au but ont lieu.

#### Tableau
|  | 1/2 finale         | 1/2 finale         | 1/2 finale     | 1/2 finale | 1/2 finale | 1/2 finale         |                    |     | Finale | Finale | Finale | Finale | Finale |  |
|  |                    |                    |                |            |            |                    |                    |     |        |        |        |        |        |  |
|  |                    |                    |                |            |            |                    |                    |     |        |        |        |        |        |  |
|  |                    |                    |                |            |            |                    |                    |     |        |        |        |        |        |  |
|  | Club Deportivo FAS | Club Deportivo FAS | (1)            | 1          | 3          |                    |                    |     |        |        |        |        |        |  |
|  | Club Deportivo FAS | Club Deportivo FAS | (1)            | 1          | 3          |                    |                    |     |        |        |        |        |        |  |
|  | Alianza FC         | Alianza FC         | (4)            | 2          | 0          |                    |                    |     |        |        |        |        |        |  |
|  | Alianza FC         | Alianza FC         | (4)            | 2          | 0          | Club Deportivo FAS | Club Deportivo FAS | (1) | 1      | 0      |        |        |        |  |
|  |                    |                    |                |            |            |                    | Club Deportivo FAS | (1) | 1      | 0      |        |        |        |  |
|  |                    | Once Municipal     | Once Municipal | (2)        | 1          | 2                  |                    |     |        |        |        |        |        |  |
|  | Once Municipal     | Once Municipal     | Once Municipal | (2)        | 1          | 2                  | (2)                | 1   | 4      |        |        |        |        |  |
|  | Once Municipal     | Once Municipal     |                |            |            |                    | (2)                | 1   | 4      |        |        |        |        |  |
|  | CD Águila          | CD Águila          | (3)            | 4          | 1          |                    |                    |     |        |        |        |        |        |  |
|  | CD Águila          | CD Águila          | (3)            | 4          | 1          |                    |                    |     |        |        |        |        |        |  |

#### Demi-finales
| Club               | Aller | Retour | Club       | Commentaire |
| Club Deportivo FAS | 1-2   | 3-0    | Alianza FC |             |
| Once Municipal     | 1-4   | 4-1    | CD Águila  |             |

#### Finale
| 17 décembre 2006 | Club Deportivo FAS | 1:3 (a.p.) | Once Municipal                                                           | Stade Cuscatlán |  |
|                  | Nelson Nerio 70e   | (0:1)      | Héctor Avalos 82e · William Torres Alegría 113e · Juan Carlos Reyes 117e |                 |  |

## Bilan du tournoi
| Tableau d'Honneur     |                |
| Compétition           | Vainqueur      |
| Tournoi Apertura 2006 | Once Municipal |

| Qualifications continentales 2007-2008    |                           |
| Copa Interclubes UNCAF                    | Qualifiés                 |
| Premier tour (en)                         | Once Municipal            |
| Promotion Segunda División de El Salvador | Nejapa FC                 |
| Promotion Segunda División de El Salvador | CD Juventud Independiente |